# Vierlander
Le Vierlander (litt. de quatre pays) aussi appelé double gros est une pièce d'argent instaurée par Philippe le Bon en 1434. Elle est la pièce principale d'un système monétaire unifié entre le Brabant, le Hainaut, la Hollande et la Flandre. Elle est à ce titre considérée comme l'ancêtre de l'Euro.

## Histoire

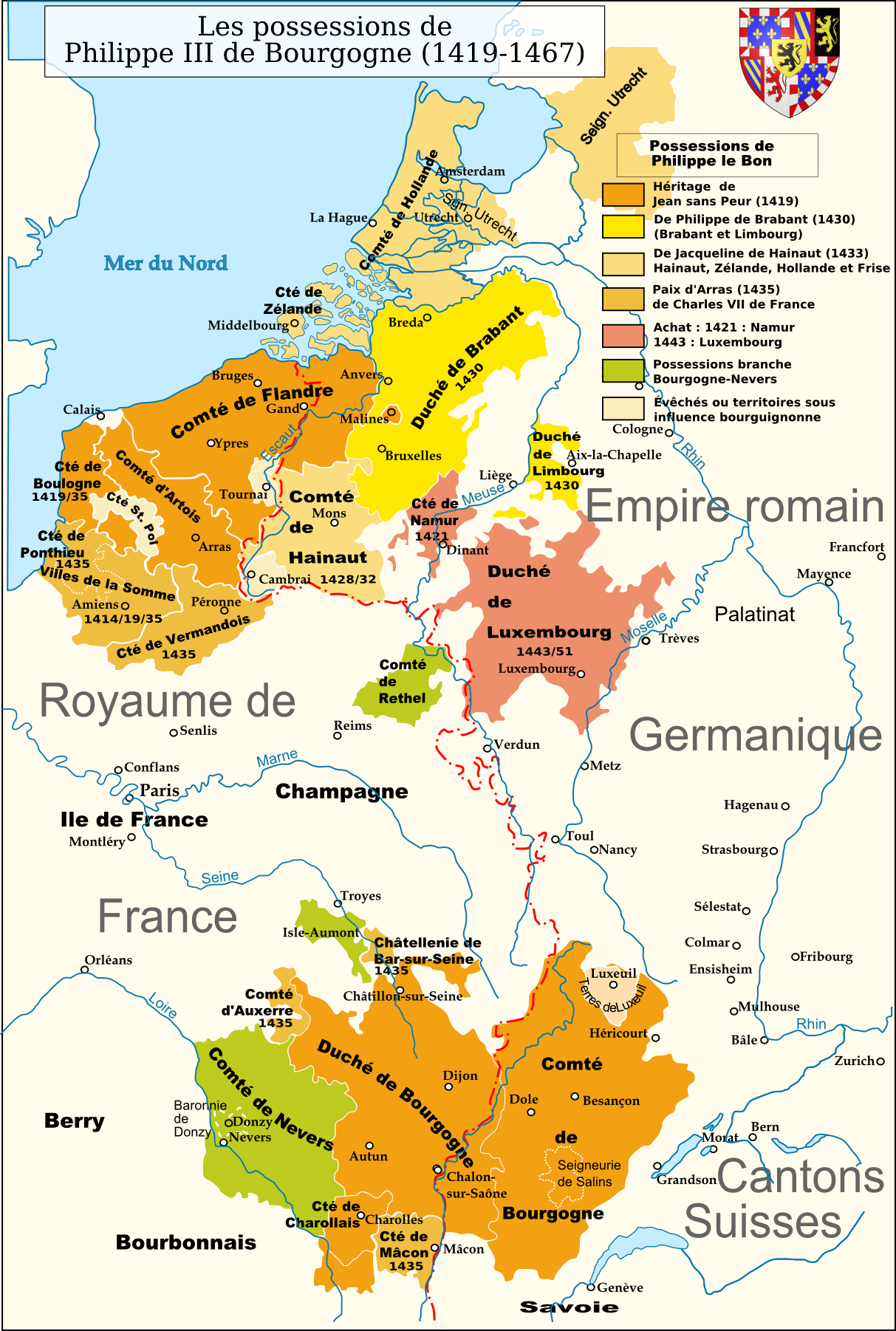
Territoire contrôlé par Philippe le Bon de 1419 à 1469

Alors que Philippe le Bon, duc de Bourgogne, vient de prendre le contrôle du Hainaut, du Brabant, de la Hollande et de la Flandre, il cherche à unifier ces territoires et pense que l'unification monétaire est un élément déterminant. À cette fin, il fait des ordonnances générales le 24 mai et le 12 octobre 1433 afin de créer un nouveau système monétaire. Ce système se compose d'une pièce d'or appelée cavalier ou ridder Philippus, et d'une pièce d'argent appelée vierlander car elle est frappée dans les ateliers des quatre "pays" que sont le Hainaut, la Hollande, la Flandre et le Brabant. Souhaitant créer une monnaie forte et stable, Philippe le Bon s'engage à ne pas changer le pied de ses monnaies pendant 20 ans. Quoiqu'il essuie quelques résistances de la part de la Hollande et du Brabant qui possédaient déjà leurs propres monnaies (le peeter pour le Brabant et le klinkaart pour la Hollande), le problème majeur auquel le duc de Bourgogne fait face est la disparition progressive de sa monnaie à cause d'un phénomène appelé loi de Gresham.
En effet, dès l'année de la création de sa nouvelle monnaie, Philippe le Bon se plaint de « monnaies estranges et de divers pays » qui viennent concurrencer la sienne, car les Pays-Bas bourguignons se trouvent au cœur des centres de commerce européens qui se trouvent en pénurie d'or et qui par conséquent renouvellent régulièrement leurs monnaies (mutation monétaire), ce qui attire les fondeurs qui tirent ainsi plus de bénéfice en fabriquant ces monnaies de moindre qualité. Les bourguignons devront donc affaiblir leur monnaie à plusieurs reprises pour éviter de perdre cette course à l'affaiblissement.
Philippe le Bon respecte son engagement de maintenir le pied de ses monnaies pendant 20 ans et en 1454, il crée le lion d'or pour remplacer cavalier. En 1466, il crée le florin de Bourgogne, encore une pièce d'or et réduit de moitié le poids du vierlander (pièce d'argent). Le vierlander disparaît en 1474, remplacé par deux pièces d'argent, le briquet et le double briquet sous le règne de Charles le Téméraire, pressé par les problèmes militaires auquel il fait face. Ainsi, malgré tous ses efforts pour maintenir sa monnaie stable, Philippe le Bon achève son règne comme il avait commencé, avec des problèmes monétaires non résolus mais le fait d'avoir créé une monnaie unique pour des territoires différents vaut à son système monétaire et en particulier au vierlander d'être perçu comme un précurseur de l'euro.